# 鶏糞

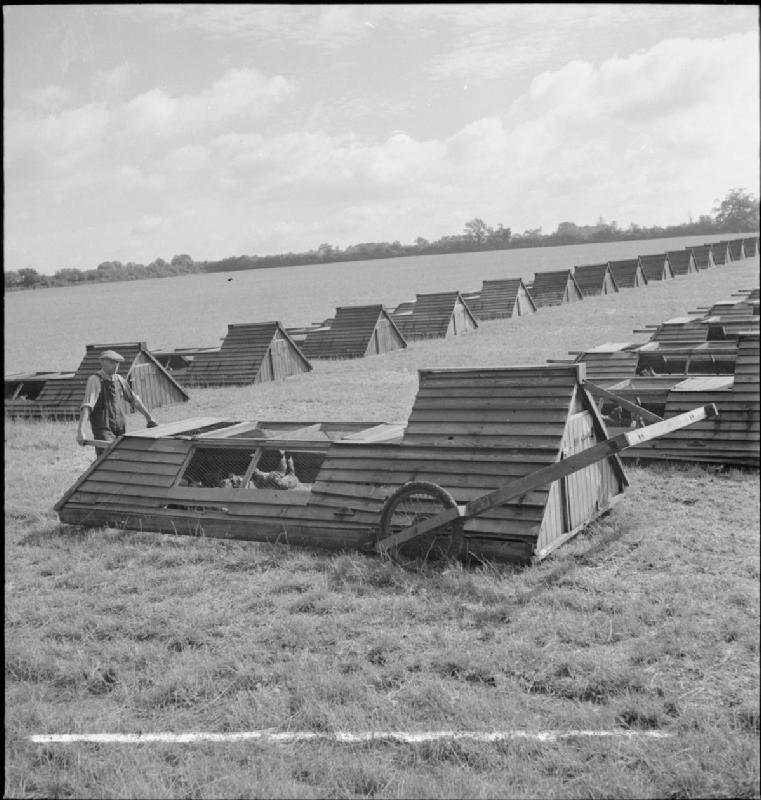
移動式の鶏舎。餌となる草を与えながら、鶏糞を肥料としてまくことができる。

鶏糞（けいふん）とは、ニワトリの糞である。さまざまな処理によって肥料などとして利用される。
水分が少なく、他の牛糞などの家畜糞より堆肥化に適するとされ、発酵鶏糞・鶏糞灰などの形で利用される。
床材のおがくずを含めた鶏糞バイオマスを利用した発電も行われている。
養殖魚、養殖貝類の餌となるミジンコ・植物プランクトンの養殖に鶏糞が利用される。
ただし、すべての鶏糞が有効利用されているわけではなく、堆肥化などが追い付かない場合は産業廃棄物として処理される。また堆肥化や発電の際に、飛散や流出などの管理が行き届いてない場合も産業廃棄物とみなされ、管理業者に自治体から指導が行われる。

## 比較
| 肥料の種類   | 水  | 有機物 | 一年後に残る有機物 | 窒素 | リン酸 | カリウム | マグネシウム | 石灰 | 塩素 |
| ------------ | --- | ------ | ------------------ | ---- | ------ | -------- | ------------ | ---- | ---- |
| 乾燥鶏糞     |     |        | 188                | 21   | 17     | 11       | 4,5          |      |      |
| 七面鳥糞     |     |        | 232                | 27   | 21     | 20       |              |      |      |
| 鶏糞         | 400 | 350    | 230                | 21   | 26     | 15       | 4            | 34   | 6    |
| ブロイラー糞 |     |        | 279                | 28   | 15     | 20       | 6            |      |      |